# Phaonia metallica
Phaonia metallica este o specie de muște din genul Phaonia, familia Muscidae, descrisă de Zielke în anul 1970.
Este endemică în Zimbabwe. Conform Catalogue of Life specia Phaonia metallica nu are subspecii cunoscute.